# Gökçeada (district)
Gökçeada is een Turks district in de provincie Çanakkale en telt 9440 inwoners (2019).   Het district heeft een oppervlakte van 286,7 km² en omvat het eiland Gökçeada.
De bevolkingsontwikkeling van het district is weergegeven in onderstaande tabel.
| 1997 | 2000 | 2007 | 2019 |
| ---- | ---- | ---- | ---- |
| 8670 | 8875 | 8672 | 9940 |